# Гуй Хайчао
Гуй Хайчао (кит. упр. 桂海潮, пиньинь Guì Hǎicháo; род. в ноябре 1986г.) — китайский учёный и 1-й гражданский тайконавт (космонавт).

## Биография
Хайчао родился в Баошане, китайской провинции Юньнань. Он получил степени бакалавра и доктора наук в области аэрокосмической техники в Пекинском авиации и космонавтики.
С 2014 по 2017 год он последовательно работал научным сотрудником на факультете наук и инженерии о Земле и космосе Йоркского университета (Канада) и на факультете аэрокосмической техники Университета Райерсона (с 2022 года — Столичный университет Торонто). С 2017 года является адъюнкт-профессором Школы астронавтики Бэйханского университета. Его научные интересы включают динамику космических аппаратов, нелинейное управление и теорию оценки с акцентом на приложения к космическим системам.
Когда в апреле 2018 года в Китае был объявлен 3-й набор в отряд космонавтов (отбор впервые велся не только среди летчиков-истребителей, но и из инженеров и ученных), Гуй Хайчао успешно прошел трехэтапный отбор. Официальная церемония приведения к присяге состоялась 1 октября 2020 года, в Национальный день Китая.
В июне 2022 года Гуй Хайчао был выбран в качестве специалиста по полезной нагрузке пилотируемой миссии «Шэньчжоу-16» для пятимесячного полета в составе 5-й основной экспедиции  на космическую станцию Тяньгун. Миссия успешно стартовала 30 мая 2023 года и завершилась 31 октября 2023 года.
Статистика полетов
| # | Стартовый корабль | Старт, UTC               | Экспедиция  | Корабль посадки | Посадка, UTC             | Налёт                    | Выходы в открытый космос | Время в открытом космосе |
| - | ----------------- | ------------------------ | ----------- | --------------- | ------------------------ | ------------------------ | ------------------------ | ------------------------ |
| 1 | Шэньчжоу-16       | 30.05.2023, 01:31:13 UTC | Тяньгун (5) | Шэньчжоу-16     | 31.10.2023, 00:11:32 UTC | 153 дня 22 часа 40 минут | 0                        | 0                        |